# Bekenntniskirche (Weppersdorf)

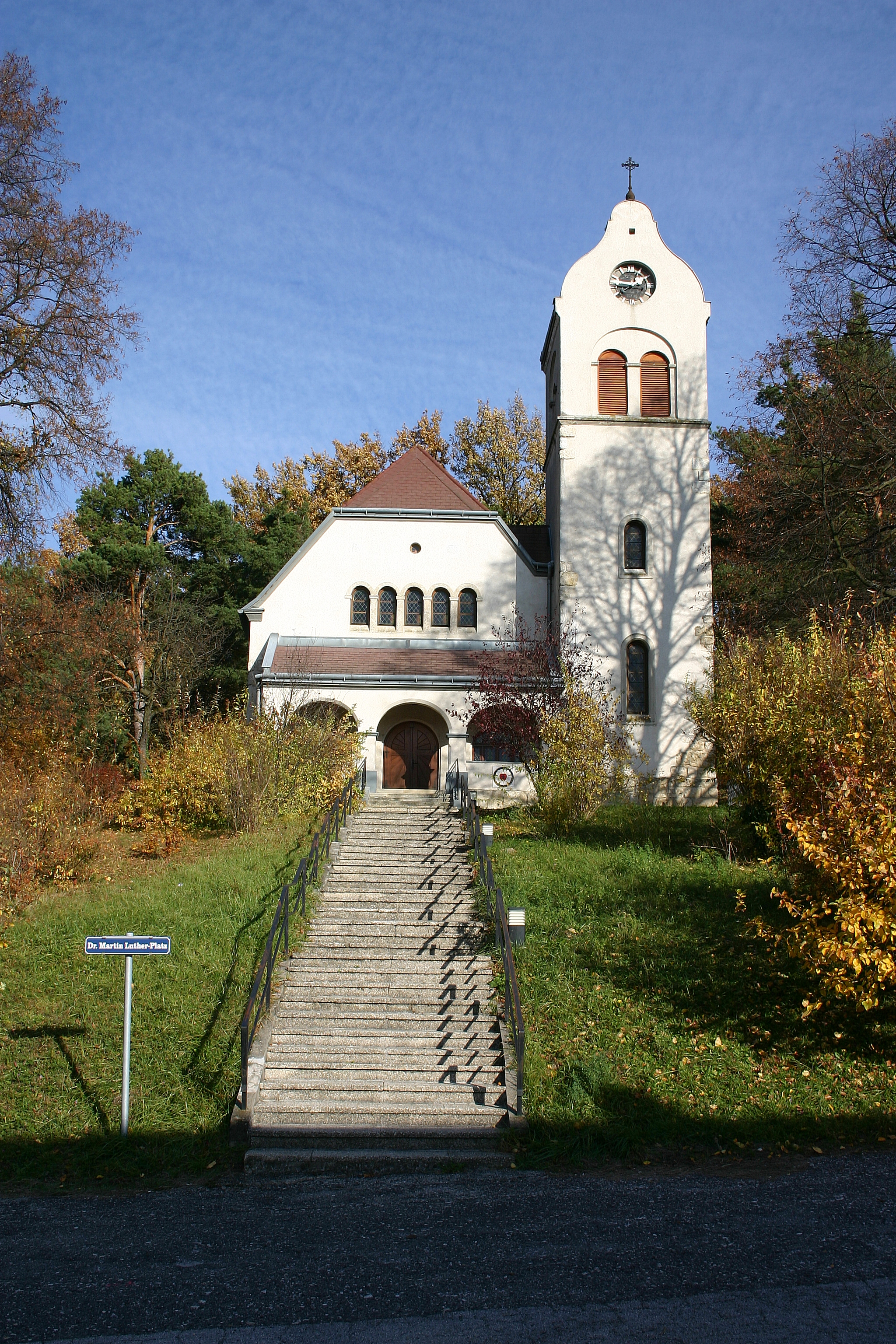
Evangelische Pfarrkirche in Weppersdorf

Die evangelisch-lutherische Bekenntniskirche steht in Hanglage über der Hauptstraße im Südosten der Marktgemeinde Weppersdorf im Bezirk Oberpullendorf im Burgenland. Die Kirche gehört zur Superintendentur A. B. Burgenland und steht unter Denkmalschutz.

## Geschichte
1530 – nur 13 Jahre nach dem Thesenanschlag Martin Luthers im 800 Kilometer entfernten Wittenberg – breitet sich reformatorisches Gedankengut in Weppersdorf unter dem Schutz der örtlichen Adelsfamilie Weißpriach (aus dem Salzburger Lungau zugezogene Adelsfamilie mit Herrschaftssitz in Kobersdorf) aus. Ein evangelisches Zentrum war damals Deutschkreutz – bis 1630 Paul Nadasdy stirbt, welcher ein starker Förderer der Evangelischen war. Als erster evangelischer Prediger in Weppersdorf wirkt ab 1564 Georg Milperger. Ihm folgten 1589 Blasius Rieder, Melchior Volmar (1593), Tobias Riedl und Georg Textoris nach. Letzterer wurde im Jahre 1640 durch den katholisch gewordenen Gutsherrn Johann Kéry vertrieben und an seine Stelle Abraham Gigelmar berufen. Er sollte nicht der letzte sein der vertrieben wurde – auch der 1657 bestellte Hieronymus Foman musste wegen Kéry gehen.
Den stärker werdenden konfessionellen Spannungen und dem Tiefpunkt der Evangelischen Kirchengeschichte während der sogenannten Trauerdekade von 1671 bis 1681 ging eine Blütezeit des Protestantismus voraus. So auch in Weppersdorf, wo der Pfarrer Wenzel Weingartner sich in der 1645 gegossenen, noch heute in Betrieb befindlichen, Vater-Unser-Glocke verewigen ließ: Auf Weppersdorf lies mich bringen her, Herr Pfarrer Wenzel Weingartner, Anno 1646. Inmitten dieser Blütezeit fand 1650 auch die Generalsynode für das damalige Deutsch-West-Ungarn in Weppersdorf unter der Leitung von Bischof Gregor v. Musay statt.
1661 – also 10 Jahre vor dem generellen Verbot Evangelischen Lebens (1671–81 – die sogenannte Trauerdekade aufgrund der gescheiterten Magnatenverschwörung in der z. B. das Adelshaus der evangelischen Nadasdys mitmischte) wird das Evangelische Kirchengebäude enteignet. Am 16. August 1661 wird das alte gotische Kirchlein durch die Katholische Kirche übernommen. Die Evangelischen mussten hinfort Hausgottesdienste feiern. Wenige Monate später brennt die Kirche nieder.
1781 macht das Toleranzpatent von Joseph II eine freie Religionsausübung in den Habsburgerländern möglich. Ein Evangelischer Kirchbau wird zuerst in Kobersdorf betrieben. Ab 1795 ist Weppersdorf eine Tochtergemeinde von Kobersdorf.
1836 wird die (heute noch bestehende) Alte Schule gebaut – sie diente als Schul- und Bethaus. Als Schule erfüllte sie ihre Funktion bis 1959 – da wurde die staatlich – öffentliche Volksschule in Weppersdorf eröffnet. Heute ist sie Gemeindezentrum und Veranstaltungszentrum.
1906 wird die Pfarrgemeinde Weppersdorf eigenständig. Vorbereitet durch den Kurator und Richter Johann Berghöfer werden zahlreiche Gründe für einen Kirch- und Pfarrhausbau gekauft. Ein Pfarrhaus wird errichtet und ein Kirchbaufonds gegründet, welcher schnell ein Volumen von 60.000 Kronen erreicht. Zum 400. Jubiläum der Reformation (1917) sollte mit dem Bau begonnen werden. Doch die Kriegsanleihen des Ersten Weltkrieges (1914–18) vernichteten sämtliches Bargeld und auch die bereits vorhandenen Glocken wurden im Jahr 1916 eingeschmolzen. Man musste von vorne beginnen.
So konnte der Grundstein für die Bekenntniskirche erst am 20. Juli 1930 gelegt werden. Am 30. August 1931 wurde sie eingeweiht.
Die Kirche wurde nach den Plänen des Architekten Clemens M. Kattner aus Wien erbaut.

## Architektur
Schlösschenartiger Bau aus den Jahren 1930/31. Nach den Plänen von Architekt Clemens M. Kattner aus Wien, einem Schüler Friedrich v. Schmidts, erbaut. Bauleitung lag in den Händen von Maurermeister Koth aus Kobersdorf.

## Ausstattung
Die sogenannte Vater-Unser-Glocke

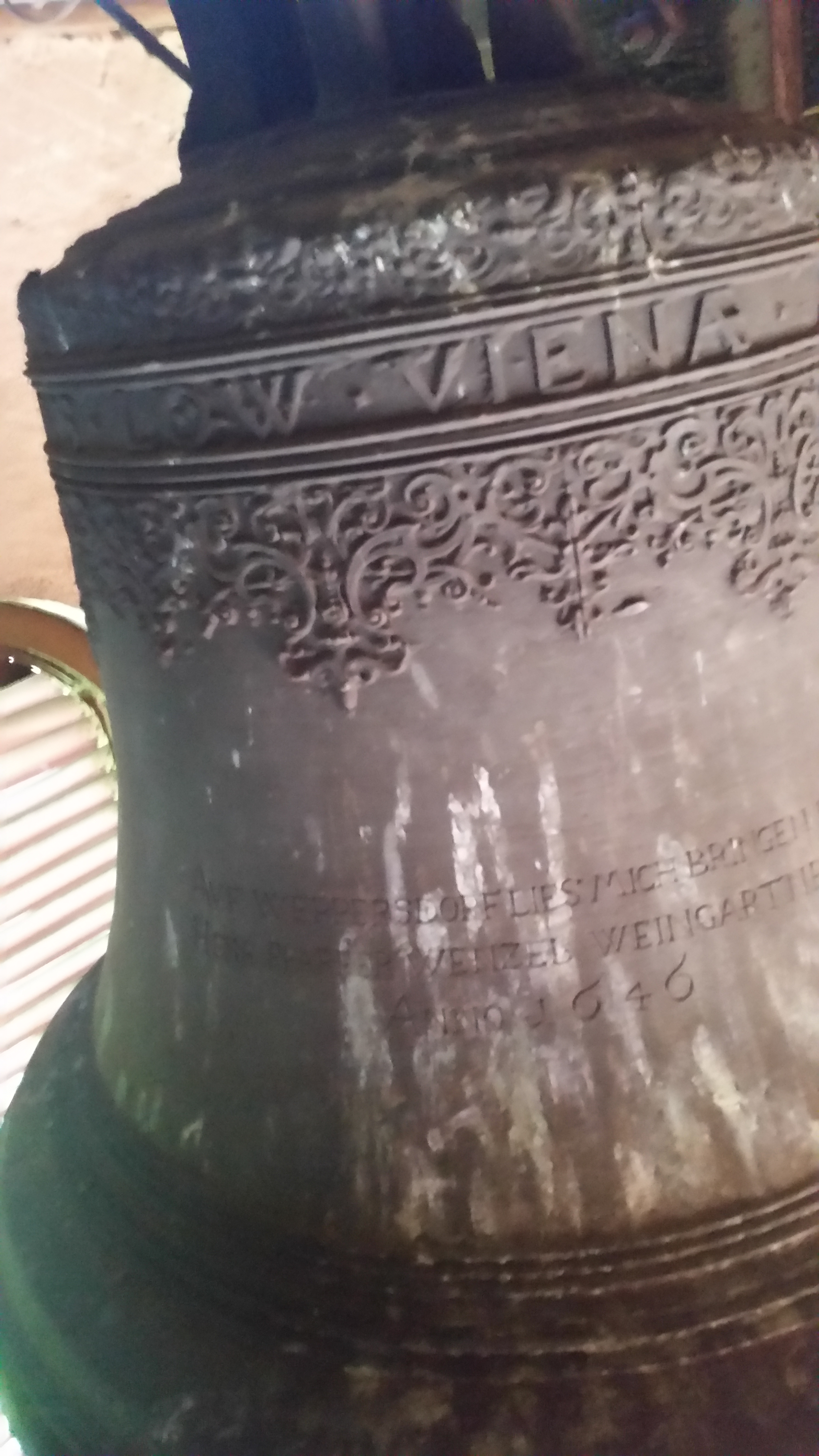
Die Vaterunserglocke, gegossen im Jahr 1645 von Leonhard Löw

Im Glockenturm der evangelischen Kirche von Weppersdorf hängt eine besonders wertvolle Glocke und versieht bis heute verlässlich ihren Dienst. Es handelt sich hierbei um eine der ältesten funktionstüchtigen Glocken des Burgenlandes, die noch in einem Glockenturm hängt, nämlich die "Vaterunserglocke". Diese wurde Mitte des 17. Jahrhunderts gegossen und läutet heute noch neben anderen Anlässen in jedem Gottesdienst zum Vaterunser, daher auch der Name der Glocke.
Die Vaterunserglocke, oder auch vereinzelt im Sprachgebrauch der Ortsbewohner Reformationsglocke genannt, ist zugleich eines der wenigen protestantischen Zeugnisse der Zeit vor dem Toleranzpatent Kaiser Josefs II., die bis heute noch im Burgenland erhalten geblieben sind. Außerdem handelt es sich bei dieser Glocke um das älteste klangliche Zeugnis protestantischen Glaubens im Burgenland.
Gegossen wurde die Glocke von Leonhard Löw in Wien 1645.
Die aus Bronze gegossene Glocke ist circa 180 kg schwer, 60 cm hoch und hat einen Durchmesser von 62 cm.
Sie trägt folgende Inschriften:
- ME.FECIT.LEONARDVS.LÖW.VIENAE.ANNO.1645.

Diese Inschrift (Mich goss Leonhard Löw aus Wien im Jahre 1645) befindet sich am sogenannten Glockenhals, im oberen Drittel der Glocke. Sie ist in lateinischen Großbuchstaben, sog. lat. Kapitale, verfasst und wird oben und unten von Zierleisten und Spitzenfriesen umrahmt. Als Worttrenner in der Inschrift fungieren kleine Quadrangel auf halber Schrifthöhe.
- AVF.WEPPERSDORF.LIES.MICH.BRINGEN.HER/HERR.PFARRER.WENZEL.WEINGARTNER/ANNO.1646.

Die zweite Inschrift ist wesentlich kleiner und in Deutsch verfasst. Sie befindet sich im unteren Drittel des Glockenmantels, in der Nähe des sogenannten Schlagrings. Die deutsche Inschrift wurde im Gegensatz zur lateinischen eingraviert, Schriftart ist Antiqua, und die Schriftgröße beträgt ungefähr 1–2 cm.
2 weitere Stahlglocken hängen mitsamt dieser Glocke im Kirchturm, sie stammen beide aus dem Jahr 1931.
Außerdem besitzt die Kirche eine qualitätvolle Chorausmalung aus dem Jahr 1937, diese stammt vom Wiener Maler Franz Zimmermann und stellt die Himmelfahrt Christi dar. Zimmermann (geb. Linz 1864 – gest. Wien 1956) war als Schüler von Leopold Carl Müller an der Wiener Akademie und zunächst als Genre- und Historienmaler tätig. Für einige Gründerzeitkirchen führte er Wandmalereien (Jubiläumskirche u. Herz Jesu Kirche in Wien), aber auch Altargemälde (Breitenfelderkirche, Wien) aus. An der Malerei in Weppersdorf ist die Schulung des 19. Jahrhunderts vorherrschend und lediglich ein marginaler Einfluss der klassischen Moderne abzulesen. Aufmerksamkeit verdient die gelungene Verbindung der unkonventionellen szenischen Komposition mit dem zentralen Kanzelaltar aus Holz.
Gekrönt wird der Chorbereich mitsamt dem Kanzelaltar vom auf die Wand gemalten Spruchband „Siehe ich bin bei euch alle Tage bis an der Welt Ende“ (Mt 28,20).
Die Orgel der Kirche aus dem Jahr 1931 stammt von der Fa. Huber Orgelbau aus Eisenstadt. Der Taufstein wurde von Familie Lautner gespendet.